# It's My Life, Baby!
It's My Life, Baby! è il secondo album di Junior Wells, pubblicato dalla Vanguard Records nel dicembre del 1966. Il disco fu registrato in parte dal vivo al Pepper's Lounge di Chicago, Illinois (Stati Uniti) ed in parte in studio, all'Universal Studios di Chicago, Illinois nel 1966.

## Tracce
Lato A
1. It's My Life Baby – 4:22 (Junior Wells) – Registrato dal vivo nel 1966 al Pepper's Lounge di Chicago, Illinois
2. It's so Sad to Be Lonely – 4:20 (Junior Wells) – Registrato dal vivo nel 1966 al Pepper's Lounge di Chicago, Illinois
3. Country Girl – 3:16 (Junior Wells) – Registrato nel 1966 all'Universal Studios di Chicago
4. You Lied to Me – 3:27 – Registrato nel 1966 all'Universal Studios di Chicago
5. Stormy Monday Blues – 4:19 (Bob Crowder, Billy Eckstein, Earl Hines) – Registrato nel 1966 all'Universal Studios di Chicago
6. Shake It Baby – 3:34 (Junior Wells, Buddy Guy) – Registrato nel 1966 all'Universal Studios di Chicago

Lato B
1. Checking on My Baby – 3:08 (Sonny Boy Williamson) – Registrato nel 1966 all'Universal Studios di Chicago
2. Early in the Morning – 4:23 (Brano tradizionale, arrangiamento Junior Wells) – Registrato dal vivo nel 1966 al Pepper's Lounge di Chicago, Illinois
3. Stomach Ache – 3:27 (Junior Wells, Buddy Guy) – Registrato nel 1966 all'Universal Studios di Chicago
4. Look How Baby – 5:33 (Junior Wells) – Registrato dal vivo nel 1966 al Pepper's Lounge di Chicago, Illinois
5. Slow, Slow – 5:22 (Junior Wells, Buddy Guy) – Registrato dal vivo nel 1966 al Pepper's Lounge di Chicago, Illinois
6. Everything's Going to Be Alright – 3:03 (Junior Wells) – Registrato nel 1966 all'Universal Studios di Chicago

## Musicisti
- Junior Wells - armonica, voce (in tutti i brani)
- Buddy Guy - chitarra, voce (in tutti i brani)
- Walter Beasley - chitarra (brani-studio)
- Leroy Stewart - basso (in tutti i brani)
- Little Al - batteria (brani-studio)
- Freddy Below - batteria (brani-live)